# 빅토르 산체스 델 아모
빅토르 산체스 델 아모(스페인어: Víctor Sánchez del Amo, 1976년 2월 23일, 마드리드 주 마드리드 ~)는 스페인의 전 축구 선수이자 감독으로, 현역 선수 시절 우측 미드필더로 활약했다.
공 배급 능력에 두각을 나타내 스페인 국가대표팀에 발탁되기도 했으며, 데포르티보에서 전성기를 보냈다. 레알 마드리드에서 현역 무대 신고식을 치렀고, 데포르티보와 마드리드 소속으로 도합 7면의 우승을 거두었다. 11시즌 넘게 라 리가에서 활약하면서 라싱 산탄데르에 잠시 몸담은 적이 있었으며, 총 310번의 경기에 출전해 49골을 기록했다.
수석 코치로 활동한 지 5년 만에 산체스는 2015년에 감독일을 시작했다.

## 클럽 경력

### 레알 마드리드
산체스는 마드리드 출신으로 저명한 레알 마드리드의 유소년부를 졸업하고, 1996년 5월 25일에 1-0으로 이긴 사라고사와의 시즌 원정 최종전에 성인 무대 신고식을 치렀다.
수도 연고 구단 소속으로 주전을 차지했던 적이 없는 산체스지만, 파비오 카펠로가 사령탑에 있었던 1996-97 시즌에는 36번의 라 리가 경기에 출전해 25경기를 선발로 뛰고 5골을 기록해 리그 우승에 공헌했고, 이듬해 챔피언스리그 우승할 당시에도 많은 경기에 출전했다.

### 라싱과 데포르티보
1998-99 시즌, 산체스는 치열한 주전 경쟁으로 인해 고향 구단을 떠나게 되었고, 처음으로 둥지를 옮겼던 라싱 산탄데르에서 12번의 1부 리그 골을 기록해 데포르티보로 이적할 수 있게 되었다. 1999-2000 시즌, 단 한 번의 리그 경기만을 결장하고 4골을 넣어 구단 사상 첫 리그 우승을 도왔다.
산체스는 주 득점원이라기보다는 기회창출자였는데, 산체스는 2001-02 시즌에 챔피언스리그에서 인상적인 활약을 펼쳤는데, 갈리시아 연고 구단은 같은 해 코파 델 레이도 우승했다. 그의 데포르는 2002-03 시즌에 3위로 리그를 마감했는데, 30경기에서 4골을 기록했지만, 같은 시즌 챔피언스리그에서는 2차 조별 리그에서 탈락했다.
산체스가 다시 득점력을 과시한 때는 2003-04 시즌으로 31번의 경기에 출전해 7골을 기록했는데, 이 중에 5-0으로 이긴 이웃 셀타 비고와의 2004년 1월 3일 경기에서는 해트트릭을 완성했고, 소속 구단은 발렌시아와 바르셀로나에 이어 리그를 3위로 마쳤다. 이와 대조되게 같은 시즌에 포르투와의 준결승전까지 올라간 챔피언스리그에서는 한 골도 넣지 못했다. 그의 데포르티보 마지막 시즌에 소속 구단은 리그에서 8위로 마감했고, 부상으로 인해 계약 경신 제의를 받지 못했다.

### 말년
2006년 8월 3일, 산체스는 수페르리가 엘라다의 파나티나이코스와 2년 계약을 체결해, €1.5M의 연봉을 받게 되었다. 그리스에서의 단 한 시즌 동안 많이 출전하지 못했고, 2007년 10월에 세군다 디비시온의 엘체와 1년 계약을 맺어 스페인 무대로 복귀했다. 몇 달 동안 몸상태를 회복하기 위해 개인 훈련을 하고 있었다.
시즌 종료 후, 산체스는 구단과의 관계를 1년 더 하기로 했지만, 얼마 지나지 않아 결정을 번복하고 2008년 7월에 구단을 떠났다. 32세에 잦은 부상 문제로 현역에서 은퇴했는데, 그 동안 산체스는 500경기에 가깝게 출전했다.

## 국가대표팀 경력
산체스는 1-4로 패한 독일 원정 친선경기에서 스페인 국가대표팀 첫 경기를 치렀고, 4년 동안 총 8번의 경기에 출전했다. 이전에 U-21 국가대표팀 소속으로 1998년 UEFA U-21 선수권 대회에 출전해 그리스와의 결승전에서 1-0으로 이기고 우승을 거두기도 했다.

## 감독 경력
2010년 12월 22일, 산체스는 전 레알 마드리드 동료인 후안 에스나이데르를 대신해 또다른 마드리드의 전설인 미첼을 보좌할 헤타페의 수석 코치가 되었다. 2015년 4월 9일, 데포르티보로 복귀해 해임된 빅토르 페르난데스의 후임 감독이 되었다.
산체스는 처음이자 마지막 온전한 시즌에 후반기 22경기 중 2승만 거두고 바르셀로나와의 안방 경기에서 바르셀로나에게 0-8 패배를 당하면서 리그를 15위로 마감해 해임되었다. 2016년 6월 23일, 마르쿠 실바의 후임으로 올림피아코스 감독이 되었다. 2달도 안 되어, 하포엘 베'르 셰바에게 패해 챔피언스리그에서 탈락해 해고장을 받았다.
2016년 11월 12일, 산체스는 해임된 구스타보 포예트의 후임으로 베티스 감독이 되었다. 이듬해 5월 9일, 그도 역시나 감독직에서 쫓겨났다.
2019년 4월 15일, 2년 가까이 은둔했던 산체스는 경질된 후안 무니스의 후임으로 말라가 감독이 되었다. 2020년 1월, 소속 구단이 2부 리그에 머문 와중에, 구단 수뇌부는 산체스의 사제 포르노가 인터넷에 유출된 것에 대해 그를 무기한 권한 정지시키기로 결정했고, 며칠 후 해임되었다.

## 통계

### 지도자 기록
2020년 1월 5일 기준
| 구단         | 국적   | 취임             | 해임            | 기록 | 기록 | 기록 | 기록 | 기록 | 기록 | 기록 | 기록  | 주석   |
| 구단         | 국적   | 취임             | 해임            | 전   | 승   | 무   | 패   | 득   | 실   | 차   | 율 %  | 주석   |
| ------------ | ------ | ---------------- | --------------- | ---- | ---- | ---- | ---- | ---- | ---- | ---- | ----- | ------ |
| 데포르티보   | 스페인 | 2015년 4월 9일   | 2016년 5월 30일 | 50   | 10   | 25   | 15   | 59   | 80   | −21  | 20.00 | [ 28 ] |
| 올림피아코스 | 그리스 | 2016년 6월 23일  | 2016년 8월 9일  | 2    | 0    | 1    | 1    | 0    | 1    | −1   | 0.00  | [ 29 ] |
| 베티스       | 스페인 | 2016년 11월 12일 | 2017년 5월 9일  | 27   | 8    | 5    | 14   | 29   | 42   | −13  | 29.63 | [ 30 ] |
| 말라가       | 스페인 | 2019년 4월 15일  | 2020년 1월 11일 | 33   | 10   | 12   | 11   | 37   | 32   | +5   | 30.30 | [ 31 ] |
| 합계         | 합계   | 합계             | 합계            | 112  | 28   | 43   | 41   | 125  | 155  | −30  | 25.25 | —      |

## 수상

### 클럽
레알 마드리드
- 라 리가: 1996–97
- 수페르코파 데 에스파냐: 1997
- UEFA 챔피언스리그: 1997–98

데포르티보
- 라 리가: 1999–2000
- 코파 델 레이: 2001–02
- 수페르코파 데 에스파냐: 2000, 2002

### 국가대표팀
스페인 U-21
- UEFA U-20 선수권 대회: 1998[18]